# 鍾祖康
鍾祖康（英語：Joe Chung；1965年—），香港政治評論人，時而於媒體發表評論香港本地及中國的文章，其著作有《來生不做中國人》及《中國比小說更離奇》。2003年底隨挪威妻子移民挪威，他也是香港獨立的支持者。

## 生平

### 早年
生於1965年香港一個傳統且貧窮的農村家庭。1979年魏京生被囚，令其開始關注中國的統治制度，1984年在媒體發表第一篇評論中國的文章，並進香港中文大學修讀社會工作和翻譯。畢業後從事社會工作。並發現香港的社會工作者如公務員、教師等被政府厚薪籠絡，令其默許社會上的不義惡行，故決定不從事有關工作。

### 90年代初
1990年首次去臺灣，觀察到香港所無的文化氣息和民主政治生氣。1991年於香港中文大學研究院修讀社會學碩士課程和翻譯。其後從事教學、議員助理等行業。同時繼續參與香港民主運動，直至發現中國人與民主距離太遠，因此轉而尋找中國文化病源。同年出版譯作《中共的商業談判作風 一個文化心理的剖析》。1994年及1999年兩次以民主黨成員身份參選黃大仙區議會(1994年在瓊富選區及1999年彩雲東選區)，两次均落選。

### 2000年代
2000年，以一篇《台灣有權獨立》的文章公開聲援台灣獨立建國，他表示「由於台灣被中國收回後人權難保，所以在道德上絕對有權要求獨立，並稱其性質可歸為「先發制人式脫離」(pre﹣emptive secession)... 請問『自古以來』有多『古』呢？... 『不可分割』又有什麼科學根據呢？... 還是我們要為外蒙古、台灣等地因為擺脫了中華帝國而走上民主路而慶祝？」。因此事成為香港首位高調以文章公開聲緩台灣獨立建國的香港華人。被中共批為「喪心病狂鼔吹台灣獨立運動……比灣島內台獨份子的言論更為囂張、荒謬和無恥」及「煽動性言論明顯違反《基本法》二十三條」。足見其所發佈的文章已為中共所留意。兩年後出版《高官廢話公式寶鑑—探討香港社會超穩定的語言學基礎》。

### 移居挪威
其於2003年跟挪威籍妻子移民挪威，潛心研究中國人不論在物質及道徳被壓倒的緣由。除了從事文字工作外,亦向當地政府就中國事務提供顧問意見。同年出版《網上搜證寶典—附全球26名校網上資料庫效能測試報告》一書。2007年出版巨著書名起源是在前一年生「網易文化」發起的調查-《來生不做中國人》,該書引起極大迴響,引起國內至國外對中國民主的關注,並被中國大陸列為重點禁書,已重印57版。同年再出版《中國比小說更離奇》。
其至今仍然非常活躍,經常在互聯網上發表對中國、香港政策、民生、文化的看法。

## 觀點
鍾祖康在2012年2月寫了《香港當然有權獨立》表明「香港是否有權獨立？...就如討論被極權配偶所虐者是否有權要求離婚，被極權父母所虐之孩子是否有權擺脫父母魔掌的問題一樣... 世界上所有文明國家的法庭都會判決這樣的夫妻要分開，並要懲處施虐方，也會判決這樣的孩子要改由第三方撫養，並且會懲處施虐的父母。中國作為一個集權國家，向香港施虐，已經是香港有權獨立的足夠理由，但這也只是香港有權獨立的理由之一。」
2012年11月又寫了《我傾向香港獨立而不是自治》談到「隨着中港衝突日多，我終於看到，香港確有一批人，非常鄙視中國統治者對香港實行不文明的野蠻操控，從而發展出一種抵抗中國侵擾，捍衞香港家園的本土意識來。一個統治集團墮落到被其統治的屁民所鄙視，被視作文明水平明顯低於被統治者的土包流氓痞子匪類，簡直就是統治者的末期癌病。... 在中共統治下，我還沒有見過貨真價實的自治地方政府，不論這「自治」被吹噓到怎樣的「高度」，反而，只有一些頭也不回的堅決走向獨立，不以自治為權宜代用品的地方，才有一絲機會得到或維持真正的獨立，如台灣和外蒙古。... 中國現政府對領土的態度毫無甚麼神聖可言，全是利益盤算，否則它絕不會把五百多萬平方公里中國領土永久贈予俄國，卻對區區六平方公里的釣魚台大做文章。也因此，中國現政府絕不敢像鎮壓疆獨分子藏獨分子那樣猖狂的鎮壓港獨分子，不僅是因為香港是有基本自由的國際化都市，更因為中國腐敗的統治集團在香港有極大量的金融操作和資產，這就是中國暴政的阿基里斯之踵（Achilles' Heel）。中國暴政集團最關心的就是錢，這也是有利於港獨運動的重大有利條件。」
鍾祖康曾用一句話概括中国大陆、臺灣和香港互相牽扯互動的情况——「以武力威逼要指導香港猴爬樹的中國豬，一天遇到台灣鳥，就一貫無廉恥地說：『台灣鳥，讓我教你爬樹吧！』台灣鳥答稱：『中國豬，我是飛鳥呀，你沒事吧？』」
2010年諾貝爾和平獎得主劉曉波入獄前，曾寄語鍾祖康：「您的大作，特別是對中國傳統文化的批判，可謂入木三分。」

## 著作
- 《中共的商業談判作風  一個文化心理的剖析》翻譯（1991年出版）
- 《高官廢話公式寶鑑—探討香港社會超穩定的語言學基礎》（2002年出版）
- 《網上搜證寶典—附全球26名校網上資料庫效能測試報告》（2003年出版）
- 《來生不做中國人》（2007年出版）
- 《中國比小說更離奇》（2007年出版）
- 《中國，你憑什麼？》（2009年出版）
- 《向中國低文明說不》（2014年出版）
- 《拷問中國：兼論習近平論文剽竊事證》（2014年出版）
- 《籠中鳥以為自由飛翔是一種病》（2015年出版）
- 《香港高官厚黑學：操控你一生的64條廢話公式》（2018年出版）（《高官廢話公式寶鑑》増補版）

## 外部連結
- 鍾祖康的Facebook專頁
- 來生不做中國人 （页面存档备份，存于）, 鍾祖康網誌
- 專題: 港人移民系列（2）---“來生不做中國人” （页面存档备份，存于）, 自由亞洲電台, 2013-09-11
- 毓民與鍾祖康 香港人是猴子 大陸是豬 中國你憑什麼? （页面存档备份，存于）
- 鍾祖康鼓勵大家 為一個更公義的社會而戰鬥 （页面存档备份，存于）